# Fabien Barthez
Fabien Alain Barthez (Lavelanet, 28. lipnja 1971.) je francuski umirovljeni nogometaš i bivši reprezentativac.
Barthez je s reprezentacijom osvojio svjetsko prvenstvo 1998. i EURO 2000.